# Dryandra stuposa
Dryandra stuposa là một loài thực vật có hoa trong họ Quắn hoa. Loài này được Lindl. miêu tả khoa học đầu tiên năm 1839.